# Christoph von Moers
Graf Christoph oder Christoffel von Moers und Saarwerden (* um 1486 vermutlich in Krefeld-Cracau; † 9. Oktober 1566 in Arnhem) war ein deutscher Adeliger im Dienst des Herzogtums Geldern.

## Leben

### Herkunft
Christoph von Moers-Saarwerden war ein Enkel des Grafen Vincenz von Moers-Saarwerden (1414–1499). Schon zeitgenössisch und in älterer Literatur wurde er für einen „Bastardsohn“ des Erbgrafen (Junggrafen) Friedrich V. von Moers und Saarwerden (* um 1445; † um 1471) und einer Äbtissin von St. Cäcilien oder für einen Sohn von dessen Bruder Arnold von Moers-Saarwerden mit einer bürgerlichen Frau gehalten. Einträge in den Krefelder Renteirechnungen von 1490/91 und 1493 belegen, dass er und sein jung verstorbener Bruder Dietrich Söhne des verstorbenen Junggrafen Dietrich von Moers-Saarwerden (* vor 1449; † zwischen 1481 und 1490) waren und auf der Burg Cracau erzogen wurden. Vermutlich hatten sie eine Schwester Clara (* vor 1491; † nach 1584), die Nonne im Franziskanerinnen (Tertiarinnen)-Kloster St. Johannes Baptista in Krefeld wurde.
Vincenz von Moers-Saarwerden verkaufte die überschuldete Grafschaft Moers 1493 an Graf Wilhelm III. zu Wied-Ysenburg-Runkel (* um 1455/60; † 1526), den Schwiegersohn seines verstorbenen Sohns Friedrich V. Wilhelm III. von Wied amtierte 1493 bis 1500 und 1510 bis 1519 als Graf von Moers.

### Im Dienst Herzogs Karl von Geldern
Christoph von Moers-Saarwerden trat – ähnlich wie vor ihm sein Cousin Bernhard von Moers-Saarwerden (* um 1463; † 1501) – als „diener ind haeffgesinde“ in den Dienst des Herzogtums Geldern. Herzog Karl von Geldern (1467–1538) aus dem Haus Egmond belehnte Christoph von Moers 1510 mit Renten im Amt Krickenbeck und 1517 mit der Grafschaft Dalem (bei Gorinchem). Im September 1512 war der „Bastart van Moers“ Oberkapitän der geldrischen Truppen (2200 Soldaten, 250 Pferde) vor ’s-Hertogenbosch. Christoph von Moers war 1513 bis 1518/19 Befehlshaber in Zaltbommel.
Graf Christoph amtierte 1519 bis 1522 in Sneek und ab 1522 in Sloten (westfriesisch Sleat) als geldrischer Statthalter in den Provinzen Friesland, Groningen mit dem Ommelande und Drenthe. Der burgundisch-österreichische Statthalter von Friesland Wilhelm von Roggendorf vertrieb 1521 die Gelderschen unter Christoph von Moers aus Kuinre (Cuinder), woraufhin Graf Christoph Schloss und Kirche der Stadt abbrennen ließ. Die Belagerung der Festung Steenwijk, bei der die Feldobersten Michiel van Pommern, Michiel van Bombergen, Werner Spiegel und 300 geldrische Soldaten fielen, musste er 1522 erfolglos abbrechen. Herzog Karl von Egmond installierte Ende 1523 Jasper van Marwijk († 1555) als seinen neuen geldrischen Statthalter in Groningen. 1523 befestigte „Stoffel van Meurs“ die Stadt Workum, die jedoch schon im Juni desselben Jahres von Georg Schenck von Tautenburg eingenommen wurde, mit einem starken Blokhuis. 1524 kehrte Christoph von Moers nach Gelderland zurück und wurde 1525 zum Statthalter im Oberquartier und 1527 zum Präfekten in Utrecht ernannt. Als der Stadt die Plünderung durch die Besatzung drohte, deren Sold Karl von Egmont nicht mehr bezahlen konnte, liefen die Bürger zur Gegenseite über. Utrecht wurde am 1. Juli 1528 von der Statthalterin der habsburgischen Niederlande Margarete von Österreich erobert. Bischof Heinrich von der Pfalz trat die weltliche Herrschaft des Bistums an Kaiser Karl V. als Herzog von Brabant und Graf von Holland ab. Auf dem Rückzug wurde Graf Christoph von Moers von „Bauerngesindel“ (boerengespuys) an der Overijsselse Vecht verraten und gefangen genommen. Zusammen mit Walraven van Arkel († 1556/57), Heer van Weerdenburg, und dem Rat von Geldern Winand van Arnhem († 1533) wurde er nach Utrecht zurückgebracht, festgehalten und nach dem Frieden von Gorcum (Gorinchem) im Oktober 1528 wieder freigelassen.
1530 übertrug Karl von Geldern die Burg Cracau als erbliches Lehen an den Grafen Christoph von Moers, der sie umgehend an seinen Drosten Goswin von Honselaer (Hanxler; Hanxleden) verpfändete. Graf Christoph erhielt auch die Reste der moersischen Pfandschaften in Millen, Gangelt, Vücht und Roermond. Im September 1535 wurde Graf Christoph von Moers mit vier weiteren Räten von Herzog Karl von Geldern zu einer Tagfahrt nach Vianen gesandt, und er war am 10. Oktober 1536 Mitunterzeichner des Frieden von Grave. Er war 1532 Zeuge der Eheberedung von Kathrina Bastardin van Geldern (* um 1515; † 1601) mit Walrave van Arkel († 1556/57). Beim Abschluss des Ehevertrags von Elisabeth von Bueren († vor 1557) – einer natürlichen Enkelin Karls von Egmont – mit dem bergh'schen Landdrosten Cracht van Camphuysen († vor 1546) fungierte „Cristoffell, Graf von Moers und Saarwerden“ als einer der Siegelzeugen. Er wurde 1538 einer der Testamentsvollstrecker des Herzogs Karl von Geldern.

### Geldern unter Jülich-Kleve-Berg
Nach dem Tod des kinderlosen Herzogs kam die Herrschaft über Geldern 1538 kurzzeitig an Herzog Wilhelm V. von Jülich-Kleve-Berg. Nach einem durch Kanzler Johann Ghogreff im Herbst 1541 vermittelten Vergleich über gegenseitige Ansprüche zwischen Kleve und Moers wurde 1542 Graf Wilhelm II. von Neuenahr, Witwer der Gräfin Anna von Wied und Moers (* um 1500; † 1528) und Schwiegersohn Wilhelms III. von Wied, von Herzog Wilhelm V. von Jülich-Kleve-Berg und Geldern mit Krefeld und der Burg Cracau belehnt. Nach dem Vertrag wurden Haus Crakau und Krefeld mit allem Zubehör übergeben, vorbehaltlich der Rechte des „Goiswyn von Honxler“ und des Christoffel von Moers daran, die abgefunden wurden.

### Habsburgischer Rat in Arnhem
Nach der Inbesitznahme Gelderns durch Kaiser Karl V. wurde Christoph von Moers am 5. März 1543 Mitglied des Rates am habsburgischen „Hof von Geldern und Zutphen“ in Arnhem. Im Juli 1544 nahm Christoph, der „grave van Meurs / comes de Moerza“, in Arnhem mit Kanzler Joost van Sasbout (1487–1546) und den geldrischen Räten Jacob Hermansz. Pieck († 1570), Heer van Isendoorn, Johannes von Keppel († 1547), Adrian Marius Nicolai Everard († 1568), Johannes Stratius (Johan van der Straten) († 1555) und Jean Baptiste de Berty († 1579) an Verhören des Druckers Albert Paeffrait († nach 1548) aus Deventer teil, der u. a. verdächtigt wurde, Bücher des Täufers David Joris gedruckt zu haben. Wegen des Drucks anonymer Bücher ohne Angabe des Druckortes wurde Paeffrait zu einer Kirchenbuße und zur Zahlung der Gefängniskosten verurteilt. Zum geldrischen Rat gehörte 1544/45 außerdem noch Johan van Wittenhorst († 1569) zu Horst. Nach den kaiserlichen Statuten von 1547 sollten dem Kollegium in Arnhem neben Statthalter und Kanzler vier adelige Räte aus den vier Quartieren des Landes und sechs gelehrte Räte angehören.
1549 schloss Christoffel von Moers einen „freundlichen“ Vergleich mit Herrmann von Neuenahr und Moers über alle noch zwischen ihnen beiden strittigen Fragen.
1552 bestand der geldrische Rat aus Statthalter Philip de Lalaing, Graf von Hoogstraten, Kanzler Adrian Marius Everard, Christoffel van Moers, Jacob Pieck, Johan van Wittenhorst-Horst, Johannes Stratius, Johan van Stalbergen (Stalborch) († 1573), Johan Gillis (Johannes Aegidius) († 1558) aus ’s-Hertogenbosch, Jheronimus Lettin († 1566), Fiskalanwalt (momboir) Joost van Cranevelt (1516–1591), Godart Pannekoek († 1577) zu Harderwijck, General-Landrentmeister Thomas II. Gramaye († 1574) und Sekretär (griffier) Jean Baptiste de Berty.

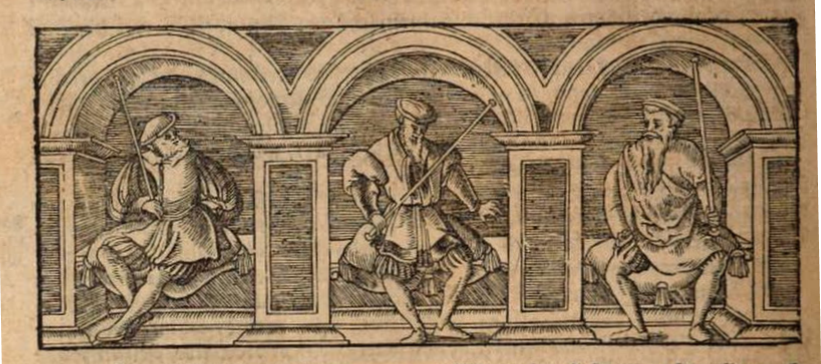
Räte mit ihren Richterstäben am Hof von Geldern in Arnhem, Holzschnitt um 1580 bei Sebastian Henricpetri. Im Begleittext von Lodovico Guicciardini wird u. a. der Rat „Christoff Graue von Moers vnnd Herr zu Zerwalden (sic!)“ genannt.

Statthalter von Geldern wurde nach dem Tod des Philips de Lalaing 1555 Philippe de Montmorency, Graf von Hoorn. In Christophs von Moers Todesjahr 1566 waren außer ihm selbst noch Mitglied des geldrischen Rats: Statthalter Charles de Brimeu, Graf von Meghen, Kanzler Adrian Marius Everard, Joost van Cranevelt, Jacob Pieck, Johan van Wittenhorst-Horst, Johan van Stalbergen, Godart Pannekoek, Peter van Apeldoorn († 1592) zu Duistervoorde, Amelis van Amstel van Mynden (1531–1593) zu Kronenburg und Sekretär Thomas Roos († nach 1579). Der kurz vor Graf Christoph am 17. August verstorbene Rat Jheronimus Lettin, um dessen Nachfolge sich Dietrich von Weyer vergeblich bemüht hatte, wurde 1567 durch Willem van Gent († 1603) aus Nijmegen ersetzt.
Christoph von Moers wurde in der Sint-Walburgiskerk zu Arnhem im Chor vor dem Hochaltar begraben. Sein Wappenschild auf dem Grabstein soll das volle Moerser Wappen mit einem Bastardbalken gezeigt haben.

## Familie
Christoph von Moers-Saarwerden soll nicht verheiratet gewesen sein, hatte aber einige Kinder. Seine Tochter Anna wurde um 1526 Nonne im Krefelder Franziskanerinnen-Kloster.
1540 hatte er mit einer gemeinsamen Mutter die Kinder Merry (Maria), Cristoffel, Geertruyt und Elizabeth: Maria von Moers († um 1590) hatte einen Sohn Jacob († nach 1590) und wollte in der Sint-Walburgiskerk im Grab ihres Vaters beigesetzt werden. Christoffel van Moers († 19. April 1570) starb als Kanoniker der Sint-Walburgiskerk zu Arnhem. Er – oder der gleichnamige Enkel Christophs von Moers-Saarwerden (s. u.) – hatte die Lateinschule in Emmerich besucht und wurde unter Johannes Rethius im Herbst 1558 als „Canonicus“ unter die Schüler des Kölner Jesuitenkonvikts an der Dreikronenburse aufgenommen. 1559 wird dort Graf Christophorus von Meurs als Convictor „provectae … aetatis (= im fortgeschrittenen Alter)“ erwähnt. Geertruyd van Moers († 1. März 1563) war mit Frederik van Zuylen van Nievelt (1531–1591), heer van Gerenfeld, 1570 Drost der Nieder-Veluwe, verheiratet.
Jan van Moers (Johannes de Muersa; Moersa; Muers; Muyrs; Moyrs; Mons) – sehr wahrscheinlich ebenfalls ein Sohn Graf Christophs – ist zwischen 1543 und 1557/59 als Stifts-Dechant der Sint-Maartenskerk in Zaltbommel belegt. 1558 wurde dem Archidiakon und kaiserlichen Rat Philippe Negri der Enkel (zoon zijns natuurlijke zoons) „Christoffel Derricksz.“ oder „van Moers“ auf eine durch den Tod des Gysbert Petersz. de Roever († 1558) frei gewordene Präbende im Stiftskapitel Zaltbommel vorgeschlagen; demnach hatte Christoffel von Moers auch einen natürlichen Sohn namens Dietrich van Moers mit dem Enkel Christoffel.

## Abbildung
- (Fantasie-Bild) Christoffel, Graaf van Meurs en Sarwerden, Raad-ordinaris in den Hove van Gelre. In: Maskerade, gehouden door de leden van het Leidsche Studenten Corps, den 24sten Juni 1890. Ter viering van den 315den verjaardag der Leidsche Hoogeschool, voorstellende de intocht van Karel V binnen Nijmegen, op den 9 Februari 1546. Zeichnungen von Gerardus Johannes Bos (1825–1898). Somerwil, Leiden 1890, Tafel 12, Nr. 122 (Digitalisat der Stichting Noviomagus, Nijmegen)